# Milíč II. z Náměště
Milíč II. z Náměště (počátek 13. století – 1252) byl moravský šlechtic z rodu pánů ze Švábenic.

## Život
Narodil se na počátku 13. století jako nejstarší syn Milíče I. ze Švábenic, zakladatele rodu. Měl dva bratry, Idíka a Slavibora, se kterými se často objevuje na listinách jako svědek, a to především na Moravě ve 30. a 40 letech.
V roce 1239 umírá moravský markrabě Přemysl a místo zaujímá jeho bratr a český král Václav I. Tato změna ovšem neměla na postavení pánů ze Švábenic vliv a ti se nadále řadili k elitám moravské šlechty. V květnu 1240 se Milíč stal komorníkem, ovšem není jasné, které moravské provincie (David Papajík uvádí Brněnsko). V říjnu 1241 byl komorníkem v Olomouci, kde vydržel do roku 1250. Během tzv. povstání kralevice Přemysla podpořil markraběte, což ho stálo úřad olomouckého komořího.
V březnu 1251 je Milíč uváděn v Němčicích. V roce 1252 se zúčastnil svatby Přemysla Otakara II. s Markétou Babenberskou. V listopadu 1252 je uváděn v Linci. Z téhož roku o něm také pochází poslední zmínka.
Jeho sídlem byl hrad v Náměšti na Hané, odtud jeho přídomek. V říjnu 1241 je zmiňován jeho syn Částa z Křelova, kterého měl s manželkou neznámého jména. Časta později Náměšť ztrácí; získává ji jeho bratranec Vilém.